# Arvika bibliotek

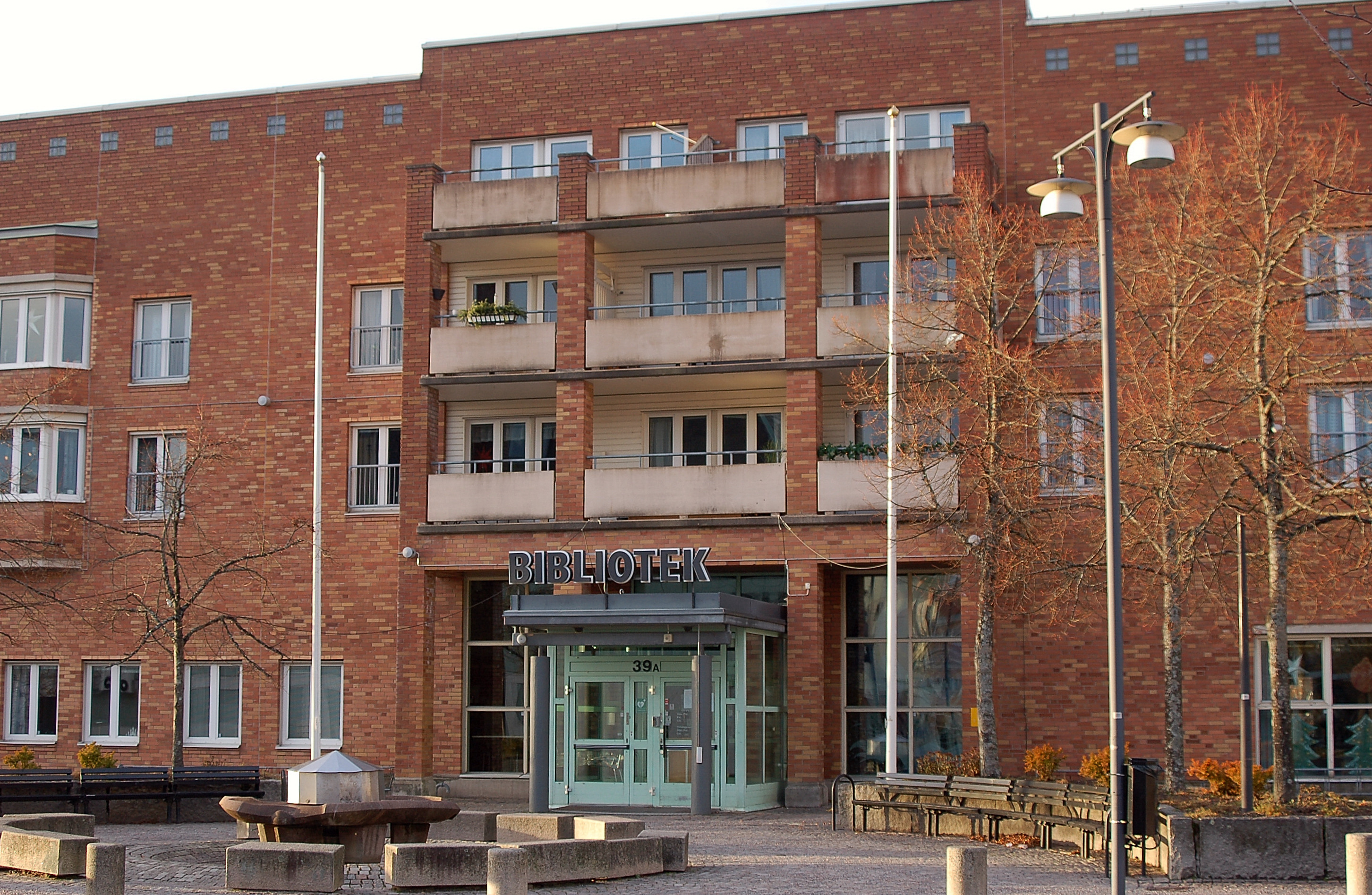
Arvika bibliotek, 2015.

Arvika bibliotek är ett stadsbibliotek i Arvika.
Arvika Bibliotek ingår i SELMA-samarbetet, vilket gör att det går att låna böcker och annat från övriga Värmland.
Biblioteksbussen (bokbussen) har cirka 150 hållplatser runt om i kommunen.
Det finns en skaparverkstad som uppmuntrar barn och unga att kombinera teknik och kreativitet. .